# Japan Basketball League
La Japan Basketball League (バスケットボール日本リーグ機構), également abrégée JBL, fut l'une des deux ligues japonaises de basket-ball professionnel, jusqu'au 22 septembre 2016, date à laquelle la JBL fusionne avec la Bj League, pour former la B.League. La fin de la JBL marque un tournant dans le monde professionnel du basket japonais, puisqu'il n'y avait jusqu'alors aucune promotion ni relégation entre les deux championnats.
La JBL était gérée par la Japan Basketball Association (JABBA) et était composée de deux divisions, la JBL (Division 1, anciennement Super League) et la JBL2 (Division 2, anciennement Japan League).

## Équipes

### JBL 1
| Club                        | Ville    |
| --------------------------- | -------- |
| Aisin Sea Horses            | Kariya   |
| Mitsubishi Diamond Dolphins | Nagoya   |
| Hitachi Sunrockers          | Tokyo    |
| Rera Kamuy Hokkaido         | Hokkaidō |
| Panasonic Trians            | Osaka    |
| Link Tochigi Brex           | Tochigi  |
| Toshiba Brave Thunders      | Kawasaki |
| Toyota Alvark Pacers        | Tokyo    |

### JBL 2
| Club                           | Ville     |
| ------------------------------ | --------- |
| Aisin AW Areions               | Aichi     |
| Hitachi Cable Bulldogs         | Ibaraki   |
| Ishikawa Blue Sparks           | Kanazawa  |
| Renova Kagoshima               | Kagoshima |
| Kuroda Electric Bullet Spirits | Tokyo     |
| Tokyo Big Blue                 | Tokyo     |
| Toyoda Gosei Scorpions         | Aichi     |
| Toyota Tsusho Fighting Eagles  | Nagoya    |